# Кобелякский район
Кобеля́кский райо́н (изначально Кобыля́цкий; укр. Кобеляцький район) — упразднённая административная единица на юге Полтавской области Украины. Административный центр — город Кобеляки.

## Географическое положение
Кобелякский район расположен на юге Полтавской области Украины.
С ним соседствуют
Новосанжарский,
Решетиловский,
Козельщинский,
Кременчугский районы Полтавской области,
Онуфриевский район Кировоградской области,
Верхнеднепровский,
Петриковский и
Царичанский районы Днепропетровской области.
Площадь района — 1800 км².
Административным центром района является город Кобеляки.
Через район протекают реки
Ворскла,
Орель,
Кобелячка,
Кобелячек,
Малый Кобелячек,
Волчья,
Кустолово,
Восьмачка,
Каменское водохранилище.

## История
Район образован 7 марта 1923 года. С 1 февраля 1932 года по сентябрь 1937 года был в составе Харьковской области, а с 1937 года — Полтавской.

## Демография
Население района составляет 40 762 человека (2019),
в том числе городское — 14 685 человек,
сельское — 26 077 человек.

## Административное устройство
Район включает в себя:
| - Городских советов: 1 - Поселковых советов: 1 - Сельских советов: 26 | - Городов: 1 - Посёлков городского типа: 1 - Сёл: 99 |

### Местные советы[7]
| - Кобелякский городской совет - Беликский поселковый совет - Бродщинский сельский совет - Бутенковский сельский совет - Василевский сельский совет - Григоро-Бригадировский сельский совет - Дашковский сельский совет - Дрижиногреблянский сельский совет - Жуковский сельский совет - Золотаревский сельский совет - Ивановский сельский совет - Канавский сельский совет - Кировский сельский совет - Комендантовский сельский совет | - Красненский сельский совет - Куновский сельский совет - Лучковский сельский совет - Марковский сельский совет - Озерянский сельский совет - Ольховатский сельский совет - Орликский сельский совет - Подгоринский сельский совет - Радянский сельский совет - Светлогорский сельский совет - Сухиновский сельский совет - Червоноквитовский сельский совет - Чорбовский сельский совет - Шенгуровский сельский совет |

### Населённые пункты[8]
| с. Александрия пгт Белики с. Белоконовка с. Бережновка с. Богдановка с. Брачковка с. Брынзы с. Бродщина с. Бутенки с. Василевка с. Ветрова Балка с. Виблые с. Вишнёвое с. Водолаговка с. Гаймаровка с. Гаевое с. Галагуровка с. Гали-Горбатки с. Ганжевка с. Гарбузовка с. Григоро-Бригадировка с. Григоровка с. Грицаевка с. Дабиновка с. Дашковка с. Деменки | с. Дрижина Гребля с. Жирки с. Жуки с. Зелёное с. Золотаревка с. Ивановка с. Канавы с. Кишеньки г. Кобеляки с. Коваленковка с. Колесники с. Колесниковка с. Колодяжно с. Комаровка с. Комендантовка с. Красное с. Криничное с. Куновка с. Кустоловы Кущи с. Леваневское с. Левобережная Соколка с. Лебедино с. Лесинки с. Лесное с. Лещиновка с. Литвины | с. Лучки с. Марковка с. Мартыновка с. Медяновка с. Мирное с. Морозы с. Мотрино с. Николаевка с. Озера с. Ольховатка с. Орлик с. Павловка с. Панское с. Перегоновка с. Пилипенки с. Поводы с. Подгора с. Порубаи с. Правобережная Соколка с. Приднепрянское с. Прогресс с. Проскуры с. Просяниковка с. Прощурады с. Ревущино с. Рубаны | с. Самарщина с. Светлогорское с. Свечкарево с. Сенное с. Славновка с. Солошино с. Сосновка с. Степовое с. Сухиновка с. Сухое с. Твердохлебы с. Трояны с. Червоное с. Червоные Квиты с. Черемушки с. Чкалово с. Чорбовка с. Чумаки с. Шабельники с. Шапки с. Шевченки с. Шенгуры с. Яблоновка |

#### Ликвидированные населённые пункты[9]
| с. Баранники с. Драбиновка | с. Жорняки с. Логвины | с. Михайловка с. Ухановка |